# Восьми достаточно
«Восьми достаточно» (англ. Eight Is Enough) — американский телевизионный сериал, который транслировался на ABC с 15 марта 1977 по 29 августа 1981 года. В центре сюжета находилась жизнь родителей из Сакраменто, штат Калифорния, у которых восемь детей. В ролях родителей снялись Дик Ван Паттен и Дайана Хайленд. Хайленд появилась лишь в первых четырёх эпизодах, так как ей был диагностирован рак и она скоропостижно скончалась через двенадцать дней после премьеры сериала. Во втором сезоне театральная актриса Бетти Бакли присоединилась к сериалу в роли учителя и позднее жены и мачехи детей.
Сериал дебютировал на ABC 15 марта 1977 года одновременно с ситкомом «Трое — это компания» и сразу добился успеха как в рейтингах, так и у критиков. За первый сезон сериал получил People’s Choice Award, а в следующем году номинировался на две «Эмми». Сериал был одним из нескольких проектов, помогших ABC подняться с третьего места в рейтинговой таблице. В ходе пятого сезона рейтинги шоу начали снижаться, а производственные расходы расти, что привело канал к его закрытию. В дополнение к сериалу, было снято четыре телевизионных фильма; два в 1977 и 1979 годах, и два уже после закрытия, в 1987 и 1989 годах.